# بقدونس جبلي
بقدونس جبلي  (الاسم العلمي Selinum carvifolia)، نوع نبات مزهر من Selinum وينتمي إلى الفصيلة الخيمية. يجود في معظم مناطق أوروبا ويشح وجوده في المناطق المطلة على البحر الأبيض المتوسط، ويوجدأيضًا في آسيا الوسطى.